# Mapleworth Murders
Mapleworth Murders ist eine US-amerikanische Krimi-Comedyserie von Paula Pell und John Lutz für den mobilen Streaminganbieter Quibi. Es ist eine Hommage-Parodie auf Mord ist ihr Hobby mit Pell als Amateurdetektivin.
Die erste Staffel, bestehend aus vier Fällen in Mehrteilern, erschien vom 10. bis zum 31. August 2020.

## Handlung
Die verschrobene Schriftstellerin Abigail Mapleworth, die in dem neuenglischen Städtchen New Woodstream in ihrem Haus voll Streunerkatzen und -hunde lebt, ist gerade dabei, nachdem sie bereits 64 Krimimystery-Novellen, die Mapleworth Murders, veröffentlicht hat, ihr erstes Werk in Romanlänge zu beginnen, als ihre Nichte Heidi vor ihrer Tür steht, um in dem Ort ihr Studium weiterzuführen. In New Woodstream geschehen besonders viele Morde, was unter anderem zu einer unübersichtlich hohen Zahl an Friedhöfen geführt hat, und bereits 116 Mal hat Abigail als Hobbydetektivin der inkompetenten Polizei geholfen, bestehend aus Polizeichef Billy Bills und Gilbert Pewntz, der deutlich auf Abigail steht, aber mit seinen Avancen erfolglos bleibt. Da es auch jetzt nicht an Gelegenheiten mangelt, führt Abigail ihre Nichte Heidi in das Rätsellösen ein, wobei deren Handy-, Social-Media- und Selfie-Besessenheit häufig überraschend hilfreich sind. In einem wiederkehrenden Stilmittel, wenn die Konfrontation mit dem Mörder für sie brenzlig wird, stellt Abigail sich vor, wie sie sich als Figur einer ihrer Geschichten aus dieser Situation herausschreiben würde, indem sie sich als Buchheldin mit einer kreativen Lösung imaginiert, deren Umsetzung ihr in der Realität nicht gelingt.

## Episodenliste
| Nr. | Originaltitel                  | Erstveröffentlichung USA | Regie          | Drehbuch               | Zusammenfassung |
| --- | ------------------------------ | ------------------------ | -------------- | ---------------------- | --- |
| 1   | A Murderer’s Beef              | 10. August 2020          | Claire Scanlon | Paula Pell & John Lutz | Der neue Metzger wird in seinem Laden mit einem Stück Schinken im Mund tot aufgefunden.                                        |
| 2   | A Murderer’s Beef              | 10. August 2020          | Claire Scanlon | Paula Pell & John Lutz | Der neue Metzger wird in seinem Laden mit einem Stück Schinken im Mund tot aufgefunden.                                        |
| 3   | A Murderer’s Beef              | 10. August 2020          | Claire Scanlon | Paula Pell & John Lutz | Der neue Metzger wird in seinem Laden mit einem Stück Schinken im Mund tot aufgefunden.                                        |
| 4   | The Case of the Case of Wine   | 17. August 2020          | Claire Scanlon | Paula Pell & John Lutz | Eine Winzerin wird bei einer Verkostung von einem Weinfass plattgerollt.                                                       |
| 5   | The Case of the Case of Wine   | 17. August 2020          | Claire Scanlon | Paula Pell & John Lutz | Eine Winzerin wird bei einer Verkostung von einem Weinfass plattgerollt.                                                       |
| 6   | The Case of the Case of Wine   | 17. August 2020          | Claire Scanlon | Paula Pell & John Lutz | Eine Winzerin wird bei einer Verkostung von einem Weinfass plattgerollt.                                                       |
| 7   | Killer Voices                  | 24. August 2020          | Claire Scanlon | Paula Pell & John Lutz | Die Mitglieder einer Familiensängertruppe kommen nacheinander vor aller Augen um.                                              |
| 8   | Killer Voices                  | 24. August 2020          | Claire Scanlon | Paula Pell & John Lutz | Die Mitglieder einer Familiensängertruppe kommen nacheinander vor aller Augen um.                                              |
| 9   | Killer Voices                  | 24. August 2020          | Claire Scanlon | Paula Pell & John Lutz | Die Mitglieder einer Familiensängertruppe kommen nacheinander vor aller Augen um.                                              |
| 10  | Mrs. Mapleworth’s Grand Finale | 10. August 2020          | Claire Scanlon | Paula Pell & John Lutz | Abigail selbst wurde Ziel eines Anschlagsversuchs, dessen Täter alle ihre Bücher besitzt und von ihr besessen zu sein scheint. |
| 11  | Mrs. Mapleworth’s Grand Finale | 10. August 2020          | Claire Scanlon | Paula Pell & John Lutz | Abigail selbst wurde Ziel eines Anschlagsversuchs, dessen Täter alle ihre Bücher besitzt und von ihr besessen zu sein scheint. |
| 12  | Mrs. Mapleworth’s Grand Finale | 10. August 2020          | Claire Scanlon | Paula Pell & John Lutz | Abigail selbst wurde Ziel eines Anschlagsversuchs, dessen Täter alle ihre Bücher besitzt und von ihr besessen zu sein scheint. |

## Besetzung
| Rolle              | Beschreibung          | Darsteller    |
| Hauptfiguren       | Hauptfiguren          | Hauptfiguren  |
| ------------------ | --------------------- | ------------- |
| Abigail Mapleworth | Hobbydetektivin       | Paula Pell    |
| Gilbert Pewntz     | Polizist              | John Lutz     |
| Billy Bills        | Polizeichef           | J. B. Smoove  |
| Heidi              | Abigails Nichte       | Hayley Magnus |
| Nebenfiguren       |                       |               |
| Jerry Sprinks      | Abigails Agent        | Patton Oswalt |
| Paige Wellingtont  | Zeitungsherausgeberin | Annie Mumolo  |
| Dink Choadler      | Schankkellner         | Jack McBrayer |

## Produktion und Ausstrahlung
Die Idee zu der Serie in Anlehnung an Mord ist ihr Hobby entwickelte John Lutz, inspiriert durch seine Frau Sue Galloway, die ihm auch Paula Pell als Hauptdarstellerin vorschlug. Lutz holte sie zusätzlich als Co-Schreiberin ins Boot. Sie fügte Ergänzungen zu seinen Gerüsten der Episoden hinzu.
„Es ist wie Mord ist ihr Hobby, und du wärst wie Jessica Fletcher, aber homosexuell.“ Laut Pell sei es natürlich gekommen, dass ihre Version der Figur lesbisch sein würde, da Pell es auch selbst ist. Laut Lutz schrieben sie zunächst für eine andere Sendergruppe, die aber verzichtete. Am 25. Juni 2019 bestellte Quibi die Serie Mapleworth Murders von ihnen. Diese wurde durch Broadway Video von Lorne Michaels und Sethmaker Shoemeyers von Seth Meyers und Mike Shoemaker mit dem Studio Universal Television produziert. Die Regie übernahm Claire Scanlon. Wie Pell und Lutz kommen viele der Gaststars von Saturday Night Live und 30 Rock: Tina Fey, Maya Rudolph, Fred Armisen und Tim Meadows. Weitere bekannte Comedy-Gaststars sind beispielsweise Nicole Byer, Wanda Sykes, Andy Samberg, Terry Crews. Gedreht wurde für die Serie im November und Dezember 2019.
Die erste Staffel besteht aus vier Fällen, die jeweils in drei Episoden aufgeteilt sind. Vom 10. bis zum 31. August 2020 erschienen montags jeweils die drei Episoden eines Falls.
Nach der Einstellung von Quibi und Übernahme der Inhalte durch Roku erschien Mapleworth Murders am 13. August 2021 beim Roku Channel als Roku Original.

## Rezensionen
Eden Arnold von der Website Bleeding Cool nennt die Serie ein seltenes Juwel bei Quibi und die gesamte Besetzung Perfektion. Die Serie sei bekloppt und komischerweise anständig. „Die meisten Witze drehen sich um mit sexuellen Anspielungen aufgeladenen Humor und Wortspiele, aber auf eine seltsam stilvolle Weise. […] Es klingt wie ein Oxymoron, aber die Witze werden nicht zu eklig oder niveaulos und sind dennoch schmutzig und witzig.“
Richard Roeper der Chicago Sun Times bemerkt, während Mapleworth Murders seine Momente genialen Irrsinns, um laut aufzulachen, habe, scheine der deutliche Ton und die stark übertriebenen Figuren eher zu einem Saturday Night Live-Sketch als zu einer fortlaufenden Serie zu passen. Mit einer faszinierenden Prämisse und begabten Köpfen der Comedy hätte die Serie seiner Meinung nach viel besser sein können als die doppeldeutigen Witze, Flatulenzhumor und Geschrei mit hoher Dezibelzahl.

## Auszeichnungen/Nominierungen
- Critics’ Choice Television Awards 2021: Beste Kurzformserie – Nominierung
- NAACP Image Awards 2021
  - Beste Kurzformserie – Nominierung
  - Beste Leistung in einer Kurzformserie, für J. B. Smoove – Nominierung
- Creative Arts Primetime Emmys 2021: 
  - Bester Darsteller in einer Kurzform-Comedyserie, für J. B. Smoove – Auszeichnung
  - Bester Darsteller in einer Kurzform-Comedyserie, für John Lutz – Nominierung
  - Beste Darstellerin in einer Kurzform-Comedyserie, für Paula Pell – Nominierung